# Conferencia de Bludán

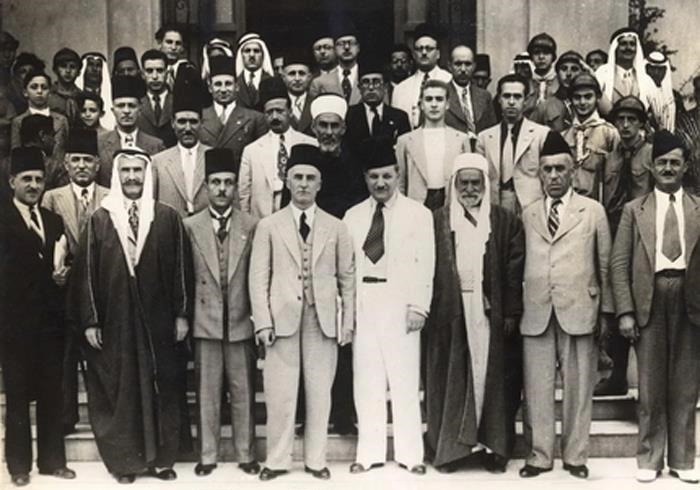
Alto Comité Árabe en Bludán, Siria.

La Conferencia de Bludán (en árabe, al-Mu'tamar al-'Arabi al-Qawmi fi Bludan) fue una cumbre panárabe celebrada el 8 de septiembre de 1937 en Bludán, Siria. Fue organizada por el Alto Comité Árabe en respuesta a la Comisión Peel, que recomendó la partición de Palestina, entonces bajo control británico, en los países árabes y judíos.
- Datos: Q4928478